# Tăkaci, Șumen
Tăkaci (în bulgară Тъкач) este un sat în comuna Kaolinovo, regiunea Șumen,  Bulgaria. 

## Demografie
Componența etnică a satului Tăkaci
     Turci (78,61%)
     Romi (16,76%)
     Nicio identificare (4,62%)
     Altele (0%)
La recensământul din 2011, populația satului Tăkaci era de 692 locuitori. Din punct de vedere etnic, majoritatea locuitorilor (78,61%) erau turci, cu o minoritate de romi (16,76%). Pentru 4,62% din locuitori nu este cunoscută apartenența etnică.